# Clethrionomys californicus
Clethrionomys californicus är en däggdjursart som först beskrevs av Clinton Hart Merriam 1890.  Clethrionomys californicus ingår i släktet skogssorkar och familjen hamsterartade gnagare. Inga underarter finns listade i Catalogue of Life.
Arten blir med svans 121 till 165 mm lång, svanslängden är 34 till 56 mm och vikten ligger mellan 15 och 40 g. Clethrionomys californicus har 17 till 21 mm långa bakfötter och 10 till 14 mm långa öron. I varje käkhalva finns en framtand, ingen hörntand, ingen premolar och tre molarer, alltså 16 tänder i hela tanduppsättningen. Hos de flesta exemplar förekommer en längsgående kastanjebrun stimma på ryggens mitt. Andra delar av bålen är täckt med gråaktig till ljus brungrå päls. Dessutom är svansen uppdelad i en mörk ovansida och en vitaktig undersida. Före vintern blir pälsen längre och mjukare. Arten skiljer sig från andra skogssorkar genom avvikande detaljer av skallens konstruktion.
Denna gnagare förekommer i västra USA i delstaterna Kalifornien och Oregon. Habitatet utgörs främst av täta barrskogar utan undervegetation. Arten hittas även i blandskogar och i buskskogar i bergstrakter.
Individerna vilar i självgrävda underjordiska bon i jorden eller i lövskiktet. De äter främst svampar och lav. I viss mån ingår gröna växtdelar, gräs, frön och insektslarver i födan. Arten jagas av medelstora och stora rovdjur som mårddjur, prärievarg, rödlo och tamkatt samt av ugglor.
Honor kan ha flera kullar per år och det finns ingen avgränsad parningstid. Dräktigheten varar 17 till 21 dagar och sedan föds två eller tre ungar. Clethrionomys californicus kan vara aktiv på dagen och på natten. Den håller ingen vinterdvala.